# Ylldren Ibrahimaj
Ylldren Ibrahimaj (ur. 24 grudnia 1995 w Arendal) – kosowski piłkarz grający na pozycji pomocnika w Urale Jekaterynburg. 

## Kariera klubowa
Karierę rozpoczął w klubie IK Grane. W 2012 przeszedł do Arendal Fotball, w którym grał do końca 2017 roku. W tym czasie rozegrał 129 meczów ligowych. Później przeszedł do Mjøndalen IF. 20 lipca 2018 przeszedł do Viking FK. Dwa dni później, zaliczył debiut w wygranym meczu z FK Jerv, wchodząc w 77. minucie meczu za Usmana Sale. Razem z klubem awansował do Eliteserien po zakończeniu sezonu. W 2021 przeszedł do rosyjskiego klubu Urał Jekaterynburg.

## Sukcesy

### Viking FK
- Puchar Norwegii (1x): 2019